# Matamoscas (instrumento manual)
Un matamoscas es un instrumento manual inventado para golpear con fuerza moscas y otros insectos (como mosquitos y polillas).
El matamoscas moderno consiste generalmente en un cuadrado pequeño (generalmente de unos 10 centímetros) de material ligero y flexible con rejillas, generalmente de goma o plástico, unido a una pala o alambre de unos 30 centímetros de largo. La pala de rejillas permite que el matamoscas se mueva más rápidamente a través del aire, haciendo más fácil golpear a un blanco rápido como es una mosca. Las rejillas también permiten que el matamoscas pueda acercarse lo suficiente a la mosca antes de ser detectado por esta, ya que las moscas pueden detectar el cambio en la presión del aire causado por un objeto sólido acercándose. Gracias a esta rejilla, el matamoscas consigue aproximarse lo suficiente a la mosca para que cuando esta pueda detectarlo por la vista o mediante el cambio de presión del aire ya sea demasiado tarde para escapar.

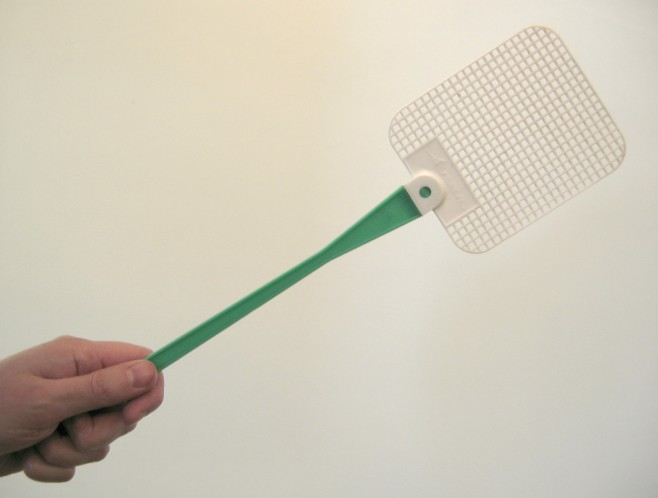
Matamoscas.
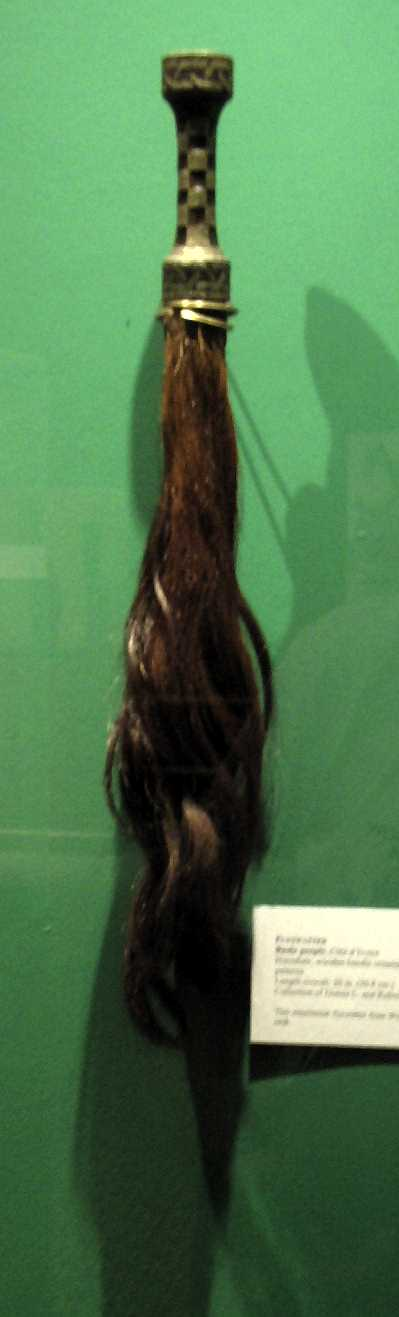
Este matamoscas africano está hecho con una crin de caballo y un mango de madera.
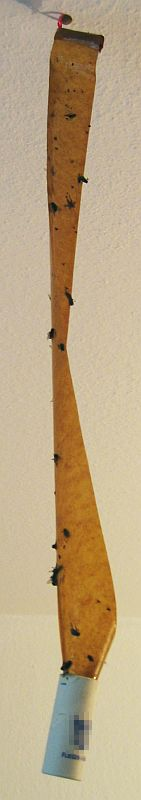
Matamoscas de pegamento.